# 화장사 (개성시)
화장사(華藏寺)는 조선민주주의인민공화국의 개성특별시에 있는 사찰이다.
개성시 용흥리 보봉산에 있다. 일제강점기의 행정구역으로 장단군 진서면 대원리에 있었기에 장단군 화장사로도 알려져 있다.
계조굴(繼祖窟) 또는 계조암(繼祖庵)으로 불리던 암자가 전신이다. 고려 공민왕 때인 14세기에 계조암 터에 중건된 것으로 전해진다. 이후 조선 시대에 중수한 기록이 있다.
화장사는 인도 출신의 승려 지공과 관계가 깊다. 원나라를 거쳐 고려에 들어온 지공은 약 3년 동안 고려인들의 환대를 받으며 머물렀다. 1361년에 원나라에서 지공이 사망했을 때 유골을 제자 네 명이 나누어 가졌다. 이 가운데 두 명이 고려로 유골 일부를 가져와 화장사와 묘향산 안심사에 안치했다.
지공의 부도이며 화장사 명부전 동쪽에 있는 화장사지공선사탑은 조선민주주의인민공화국의 국보 제134호로 지정되어 있다. 고려 시대의 석종형 부도 양식을 잘 보여주는 문화재이다. 이 탑은 지공의 제자 나옹이 세웠다는 설이 있으며, 여주시 신륵사에 있는 나옹의 부도와 비슷한 양식이다.
화장사에는 지공이 가지고 온 우두전단과 패엽경이 있었고, 부모은중경의 가장 오래된 언해본인 16세기 판본도 있었으나 현재 행방은 알 수 없다.

## 같이 보기
- 보봉산
- 지공